# VandeVen Band
De VandeVen Band is een Nederlandse rhythm & bluesband gevormd rond muzikant en zanger Clemens van de Ven. De muziek met een sterk aanwezig piano geluid en het rauwe stemgeluid van de zanger doen denken aan onder anderen Dr. John.
Clemens van de Ven en zijn band stonden onder andere op Oerol en het North Sea Jazz Festival.

## Discografie
- Banks of the River (2008)
- Live in Austria (2005)
- Off the road (2002)
- Ticket to paradise (1999)